# Căciulătești
Căciulătești – wieś w Rumunii, w okręgu Dolj, w gminie Dobrești. W 2011 roku liczyła 528 mieszkańców.